# Thylamys karimii
Thylamys karimii, mais conhecido como rato-de-cauda-gorda, apesar do nome, não é um rato (animal da classe dos roedores), mas sim uma espécie de marsupial da família dos didelfiídeos (Didelphidae), do qual também fazem parte as diferentes espécies de cuícas e de gambás. Restrita à porção sul da América do Sul, é endêmica do Brasil e sua localização geográfica é consideravelmente extensa, sendo que pode ser encontrada em nos biomas da Caatinga e Cerrado, principalmente nos estados brasileiros de Minas Gerais, Bahia, Pernambuco, Mato Grosso, Tocantins, Piauí e Goiás, em regiões com altitudes de 300 a 1100 m. É uma das espécies ameaçadas de extinção no estado da Bahia.
Dentre suas principais características morfológicas, encontram-se o tamanho da cauda (69 a 106 milímetros) menor do que a soma do comprimento da cabeça e do corpo (entre 78 e 129 milímetros). Pesa de 16 a 43 gramas.
A espécie foi inicialmente descrita em 1968 como Marmosa karimii a partir de indivíduos capturados em Exu, Pernambuco. O nome «karimii» é uma homenagem ao pesquisador iraniano Yournes Karimi que realizou pesquisas sobre a peste na região do Araripe, Nordeste do Brasil, entre 1967 e 1971.